# Nancy Reno
Pour les articles homonymes, voir Reno.
Nancy Reno, née le 24 décembre 1965 à Glen Ellyn (Illinois), est une joueuse américaine de beach-volley. 
Elle est médaillée de bronze aux Championnats du monde de beach-volley en 1997 avec Karolyn Kirby.